# Onthophagus talpa
Onthophagus talpa là một loài bọ cánh cứng trong họ Bọ hung (Scarabaeidae).